# Hull House
Hull House placówka zajmująca się działalnością filantropijną i kulturalno-społeczną. Założona w 1889 przez Jane Addams i Ellen Gates Starr. Placówka miała na celu poprawę warunków życia w przemysłowych dzielnicach Chicago. Istotnym elementem pracy w Hull House jest praca z grupą.
Mapy opracowywane w Hull House:
1895 – „Hull House Maps and Papers”
1912 – „Dziecko, przestępca i jego dom” 
1917 – „Wagarowiczostwo”